# Výjimeční
Výjimeční (v anglickém originále Alphas) je americký sci-fi televizní seriál vysílaný americkou stanicí Syfy. Je o skupince lidí se zvláštními schopnostmi, kterou vede Dr. Lee Rosen a těmto lidem říká Alfy. Bohužel existují i zlé Alfy, které své schopnosti zneužívají, a proti těm právě tým Dr. Rosena bojuje. První díl měl premiéru 11. července 2011, první řada má 11 dílů. Seriál se dočkal i druhé řady, a to se třinácti díly. Seriál nebyl pro třetí řadu obnoven, stanice SyFy seriál zrušila.

## Stručný děj
Seriál je o výjimečné skupince lidí, kteří mají díky svým mozkovým anomáliím unikátní fyzické či psychické schopnosti. Tento tým vede Dr. Lee Rosen a spolu se svým týmem se snaží vyhledávat další Alfy, které škodí světu nebo dokonce zabíjí. V týmu je Rachel, která dokáže zostřit jeden ze smyslů na úkor ostatních, pak Gary, který kolem sebe vidí všechny signály a dokonce i bezpečnostní kamery, Bill má obrovskou sílu, Nina dokáže donutit lidi dělat to, co chce, a nováčkem je Cameron Hicks, který o své schopnosti nevěděl, dokud si jej nevybrala jedna nebezpečná organizace zvaná Red Flag jako člověka, kterého zmanipulují, aby pro ně pracoval. Naštěstí je tu ale Rosenův tým, aby včas zasáhl.

## Obsazení
| David Strathairn | Dr. Lee Rosen    |
| Azita Ghanizada  | Rachel Pirzadová |
| Ryan Cartwright  | Gary Bell        |
| Malik Yoba       | Bill Harken      |
| Warren Christie  | Cameron Hicks    |
| Laura Mennell    | Nina Therouxová  |
| Mahershala Ali   | Nathan Clay      |

## Vysílání
| Řada | Díly | Premiéra v USA    | Premiéra v USA | Premiéra v ČR | Premiéra v ČR |
| Řada | Díly | První díl         | Poslední díl   | První díl     | Poslední díl  |
| ---- | ---- | ----------------- | -------------- | ------------- | ------------- |
| 1    | 11   | 11. července 2011 | 26. září 2011  | vysíláno      | vysíláno      |
| 2    | 13   | 23. července 2012 | 22. října 2012 | vysíláno      | vysíláno      |